# Cébron
Der Cébron ist ein Fluss in Frankreich, der im Département Deux-Sèvres in der Region Nouvelle-Aquitaine verläuft. Er entspringt an der Gemeindegrenze von Clessé und Fénery, entwässert generell in nordöstlicher Richtung und mündet nach rund 29 Kilometern bei Saint-Loup-sur-Thouet, im Gemeindegebiet von Saint-Loup-Lamairé, als linker Nebenfluss in den Thouet.

## Orte am Fluss
- Fénery
- Adilly
- Lageon
- Saint-Loup-sur-Thouet, Gemeinde Saint-Loup-Lamairé

## Sehenswürdigkeiten
- Château de la Brouardière, aus dem 19. Jahrhundert, bei Fénery
- Stausee an der Barrage du Cébron mit Freizeitanlage